# Hedvig Eleonoras paradsängkammare

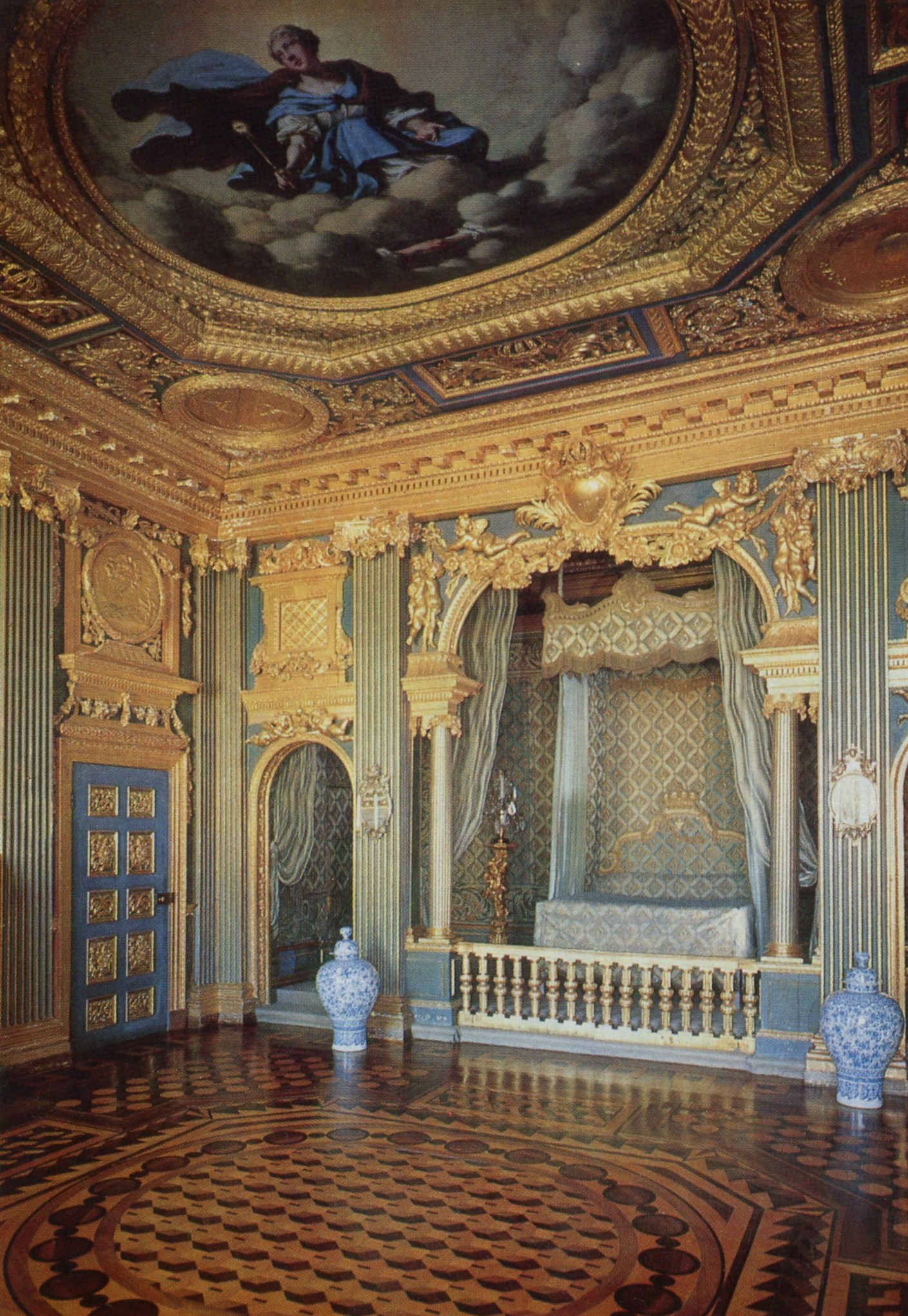
Hedvig Eleonoras paradsängkammare.

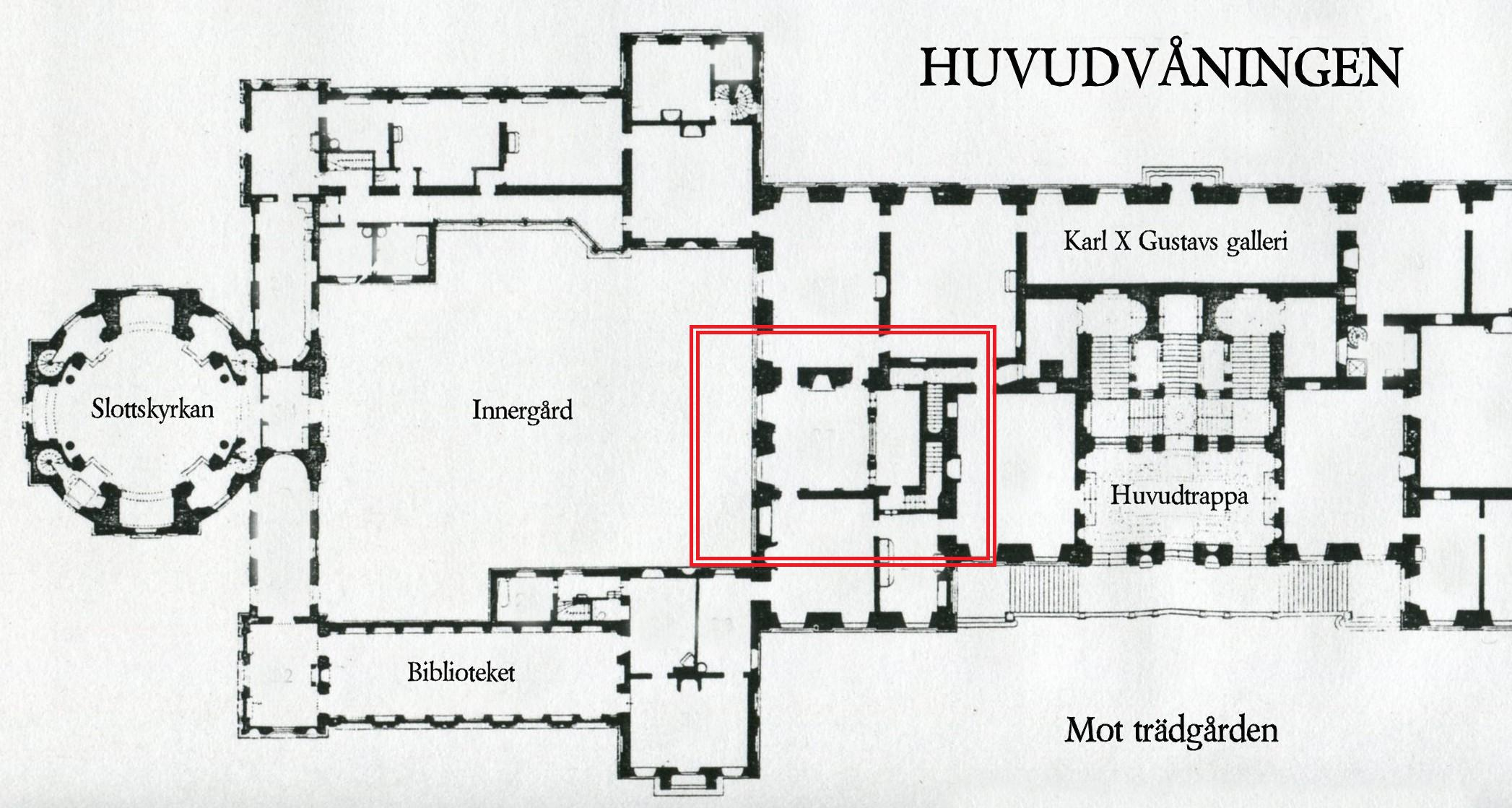
Orienteringsplan, rummet inom röd ram.

Hedvig Eleonoras paradsängkammare (även kallad Hedvig Eleonoras alkov) är ett rum på Drottningholms slott på Lovön i Stockholms län. Rummet ligger i norra delen av slottets huvudvåning. Hedvig Eleonoras paradsängkammare var representationsvåningens viktigaste rum. Det skapades på 1600-talets andra hälft av Sveriges främsta konstnärer och hantverkare och räknas till ett av landets praktfullaste barockrum. 
Hedvig Eleonoras paradsängkammare utgjorde hjärtat i den dåtida officiella bostadssviten. Uppdragsgivare var  Hedvig Eleonora och hennes arkitekt, Nicodemus Tessin d.ä. koncentrerade hela sin konstnärliga fantasi och kunskap på att skapa det bästa som Sverige kunde erbjuda  på detta område. Resultatet blev ett rum som med sin fasta inredning, måleri och dekorativa element är oöverträffat i landet.
År 1668 påbörjades inredningen av Hedvig Eleonoras alkov. Hovsnickaren Lukas Maylandt skapade de rikt utsirade listverken och dörrinfattningarna. Åren 1671-1672 utförde han golvet som består av sex olika träslag. För rummets konstnärliga utsmyckning engagerades bland andra Burchard Precht,  Nicolaes Millich och Carlo Carove som stod för de skulpturala arbetena medan David Klöcker Ehrenstrahl målade plafonder och väggfält.
När rummet stod klart år 1683 var det målat i sorgens svarta färg, men 1701 gav Hedvig Eleonora order om att ändra kulören till matt blå. Fonden med plats för sängen stod tom under många år, först på 1710-talet placerades en fransk säng i nischen. Den nuvarande alkovklädseln är från drottning Lovisa Ulrikas tid.
Hedvig Eleonora själv använde aldrig paradsängkammaren, hon bodde blygsammare i sin bostadslänga i slottets södra del med utsikt över barockträdgården.